# Bruce Holloway
Bruce Holloway, född 27 juni 1963, är en kanadensisk före detta professionell ishockeyback som tillbringade en säsong i den nordamerikanska ishockeyligan National Hockey League (NHL), där han spelade för Vancouver Canucks. Han producerade noll poäng (noll mål och noll assists) samt drog på sig inga utvisningsminuter på två grundspelsmatcher.
Holloway spelade också för Fredericton Express och St. Catharines Saints i American Hockey League (AHL), Kalamazoo Wings och Peoria Rivermen i International Hockey League (IHL) samt Billings Bighorns, Regina Pats, Brandon Wheat Kings och Kamloops Junior Oilers i Western Hockey League (WHL).
Han draftades av Vancouver Canucks i sjunde rundan i 1981 års draft som 136:e spelare totalt.
Han är far till Dylan Holloway, som spelar själv i NHL.

## Statistik
| 1978–1979  | Revelstoke Bruins      | BCJHL      | 61  | 4  | 14  | 18  | 52  | —  | — | —  | —  | —  |
|            | Billings Bighorns      | WHL        | 9   | 0  | 1   | 1   | 0   | 4  | 0 | 0  | 0  | 0  |
| 1979–1980  | Melville Millionaires  | SJHL       | 9   | 3  | 2   | 5   | 10  | —  | — | —  | —  | —  |
|            | Billings Bighorns      | WHL        | 49  | 1  | 9   | 10  | 6   | —  | — | —  | —  | —  |
| 1980–1981  | Billings Bighorns      | WHL        | 2   | 0  | 2   | 2   | 0   | —  | — | —  | —  | —  |
|            | Regina Pats            | WHL        | 66  | 6  | 27  | 33  | 61  | 11 | 2 | 5  | 7  | 4  |
| 1981–1982  | Regina Pats            | WHL        | 69  | 4  | 28  | 32  | 111 | 2  | 0 | 2  | 2  | 17 |
| 1982–1983  | Brandon Wheat Kings    | WHL        | 7   | 0  | 5   | 5   | 8   | —  | — | —  | —  | —  |
|            | Kamloops Junior Oilers | WHL        | 51  | 16 | 53  | 69  | 82  | 7  | 1 | 4  | 5  | 6  |
| 1983–1984  | Fredericton Express    | AHL        | 66  | 3  | 30  | 33  | 29  | 5  | 0 | 0  | 0  | 0  |
| 1984–1985  | Vancouver Canucks      | NHL        | 2   | 0  | 0   | 0   | 0   | —  | — | —  | —  | —  |
|            | Fredericton Express    | AHL        | 31  | 2  | 4   | 6   | 16  | —  | — | —  | —  | —  |
|            | St. Catharines Saints  | AHL        | 13  | 1  | 0   | 1   | 0   | —  | — | —  | —  | —  |
| 1985–1986  | Kalamazoo Wings        | IHL        | 38  | 7  | 11  | 18  | 45  | —  | — | —  | —  | —  |
|            | Peoria Rivermen        | IHL        | 29  | 4  | 13  | 17  | 47  | 7  | 2 | 3  | 5  | 2  |
| NHL totalt | NHL totalt             | NHL totalt | 2   | 0  | 0   | 0   | 0   | —  | — | —  | —  | —  |
| AHL totalt | AHL totalt             | AHL totalt | 110 | 6  | 34  | 40  | 45  | 5  | 0 | 0  | 0  | 0  |
| IHL totalt | IHL totalt             | IHL totalt | 67  | 11 | 24  | 35  | 92  | 7  | 2 | 3  | 5  | 2  |
| WHL totalt | WHL totalt             | WHL totalt | 253 | 27 | 125 | 152 | 268 | 24 | 3 | 11 | 14 | 27 |